# اکونری
اکونری (به انگلیسی: Achonry) یک روستا در ایرلند است که در شهرستان اسلایگو واقع شده‌است.

## خصوصیات
اکونری ۷۶ متر بالاتر از سطح دریا واقع شده‌است.